# Československá basketbalová liga žen 1983/1984
Československá basketbalová liga žen 1983/1984 byla 38. ročníkem nejvyšší celostátní soutěže ženských basketbalových klubů v Československu. Zúčastnilo se osm družstev, poprvé v historii rozhodovaly o zisku titulu zápasy play-off. Titul získal tým VŠ Praha, sestoupily hráčky SCP Ružomberok, které pro příští ročník nahradila Slávia PF Banská Bystrica.

## Základní část
Hrálo se dvoukolově každý s každým.
| Poř. | Tým                     | Z  | V  | P  | Skóre    | Body |
| ---- | ----------------------- | -- | -- | -- | -------- | ---- |
| 1.   | VŠ Praha                | 14 | 12 | 2  | 1134:953 | 26   |
| 2.   | Sparta ČKD Praha        | 14 | 12 | 2  | 1170:963 | 26   |
| 3.   | Slovan CHZJD Bratislava | 14 | 11 | 3  | 1086:983 | 25   |
| 4.   | KPS Brno                | 14 | 6  | 8  | 954:958  | 20   |
|      |                         |    |    |    |          |      |
| 5.   | ZŤS Košice VSS          | 14 | 6  | 8  | 1004:963 | 20   |
| 6.   | Lokomotiva Košice       | 14 | 4  | 10 | 896:1007 | 18   |
| 7.   | SCP Ružomberok          | 14 | 3  | 11 | 833:1021 | 17   |
| 8.   | Lokomotiva Štart Poprad | 14 | 2  | 12 | 842:1044 | 16   |

## Nadstavbová část
Celky se podle umístění v základní části rozdělily na dvě skupiny. V každé se hrály dva turnaje každý s každým na půdě dvou nejlépe umístěných týmů, jejich výsledky se připočítaly k bilanci ze základní části.

### O 1.-4. místo
| Poř. | Tým                     | Z  | V  | P  | Skóre     | Body |
| ---- | ----------------------- | -- | -- | -- | --------- | ---- |
| 1.   | VŠ Praha                | 20 | 18 | 2  | 1675:1353 | 38   |
| 2.   | Sparta ČKD Praha        | 20 | 14 | 6  | 1630:1427 | 34   |
| 3.   | Slovan CHZJD Bratislava | 20 | 11 | 9  | 1477:1474 | 31   |
| 4.   | KPS Brno                | 20 | 10 | 10 | 1357:1396 | 30   |

### O 5.-8. místo
| Poř. | Tým                     | Z  | V  | P  | Skóre     | Body |
| ---- | ----------------------- | -- | -- | -- | --------- | ---- |
| 5.   | ZŤS Košice VSS          | 20 | 12 | 8  | 1437:1323 | 32   |
| 6.   | Lokomotiva Košice       | 20 | 8  | 12 | 1251:1330 | 28   |
| 7.   | Lokomotiva Štart Poprad | 20 | 4  | 16 | 1204:1459 | 24   |
| 8.   | SCP Ružomberok          | 20 | 3  | 17 | 1172:1439 | 23   |

## Play-off
Hrálo se vyřazovacím systémem na dva vítězné zápasy. Začínalo se na v domácím prostředí hůře umístěného týmu, druhý a případný třetí zápas se hrály na půdě jeho soupeře.

### Semifinále
- KPS Brno – VŠ Praha 56:75 a 57:59
- Slovan CHZJD Bratislava – Sparta ČKD Praha 68:59, 58:73, 71:78

### O třetí místo
- KPS Brno – Slovan CHZJD Bratislava 60:48, 53:59, 59:60

### O titul
- Sparta ČKD Praha – VŠ Praha 68:89 a 66:72